# Armario de hierro

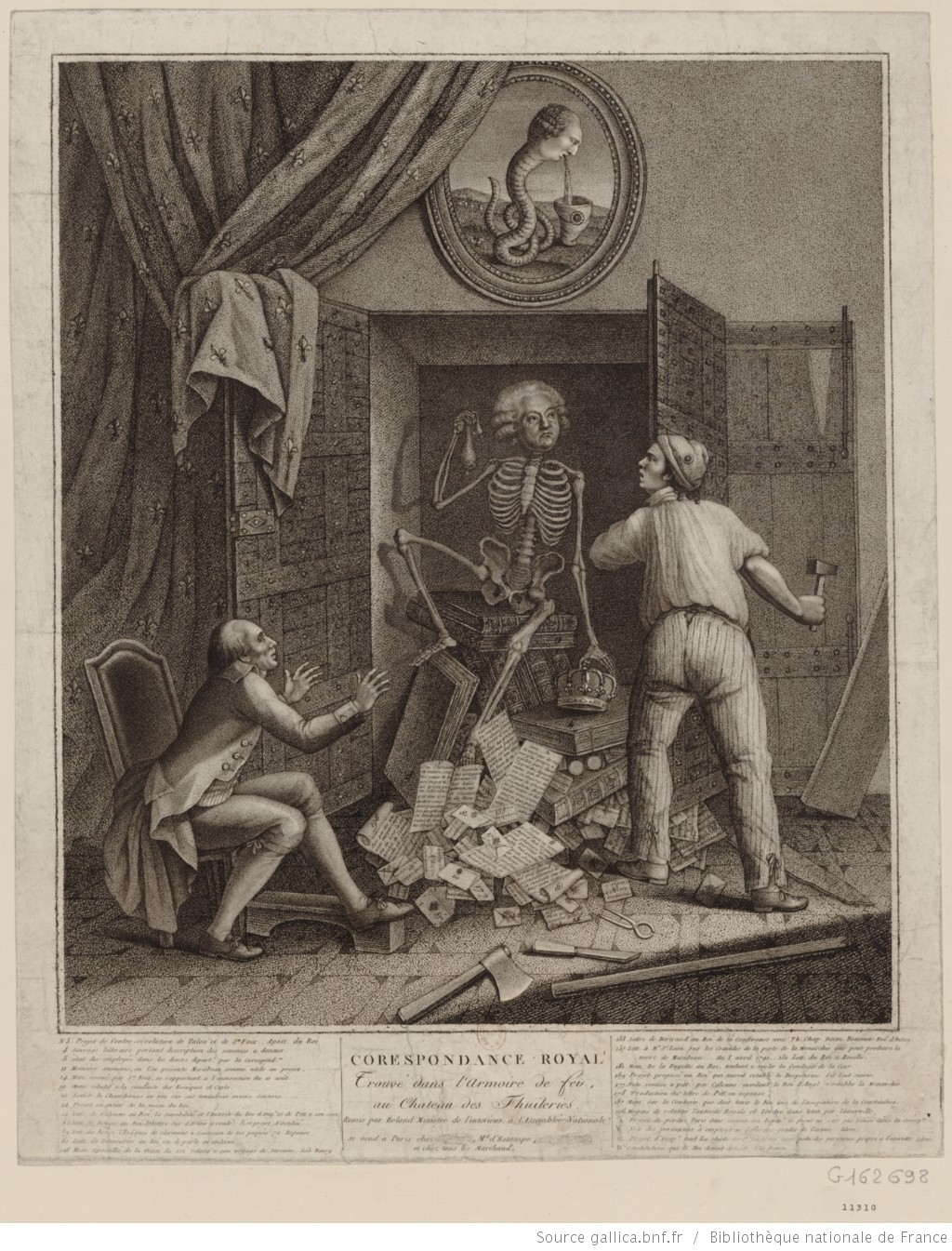
Caricatura en la cual se muestra la apertura del armario de hierro. A la derecha el cerrajero Gamain, quien fabricó el armario para Luis XVI, abriéndolo ante el ministro Roland, a la izquierda. El esqueleto de Mirabeau aparece saliendo del armario. Los documentos hallados revelan cartas secretas entre el político y la familia real, lo que provocará su exhumación del Panteón. En un medallón situado encima del armario, el rey Luis XVI aparece representado como una serpiente

El armario de hierro (armoire de fer) era un lugar oculto en los apartamentos del rey Luis XVI en el Palacio de las Tullerias donde se guardaban varios documentos secretos. La existencia de este espacio, oculto tras un panel de madera, fue revelada al público el 20 de noviembre de 1792 por el ministro del interior girondino Jean-Marie Roland, provocando este escándalo el descrédito del monarca.

## Historia
El cerrajero y artesano François Gamain, fabricante del armario, ayudó a revelar estos documentos a las autoridades, quienes lo recompensaron con una pensión gubernamental. La estructura ocultaba correspondencia de Luis XVI con, entre otros, Mirabeau, cuya venalidad quedó expuesta, siendo sus restos mortales exhumados del Panteón como consecuencia del escándalo. Además, el armario incluía correspondencia entre el rey y personalidades tales como el financiero Maximilien Radix de Sainte-Foix, importante consejero secreto del soberano; los banqueros Joseph Duruey y Tourteau de Septeuil; Arnaud II de La Porte, ministro realista que controló grandes sumas de dinero durante la revolución; y François de Bonal, obispo de Clermont. La mayoría de los documentos hallados involucraban a destacados ministros de Luis XVI como Montmorin, Valdec Lessart, Bertrand de Molleville, el conde de Narbonne, Cahier de Gerville y Carlos Francisco Dumouriez.
Otras cartas, por el contrario, involucraban a importantes figuras de la revolución, como el general Santerre, La Fayette, Antoine de Rivarol y Talleyrand. Así mismo, hubo rumores de que sólo unos documentos, previamente seleccionados, habían sido hechos públicos, mientras que otros, al parecer, habrían sido destruidos. Supuestamente, el ministro Roland habría jugado un papel importante en este asunto destruyendo documentos comprometedores para Danton. Pese a esto, los documentos evidenciaron el doble papel de los consejeros y ministros (al menos aquellos en los que Luis XVI confiaba), quienes habían llevado a cabo políticas paralelas.